# 異客の書
『異客の書』は、HBOで放送されたファンタジー・ドラマ・シリーズである『ゲーム・オブ・スローンズ』の第6章『冬の狂風』の第4話である。デイヴィッド・ベニオフとD・B・ワイスによって脚本が書かれ、ダニエル・サックハイムが監督した。題名の『異客』とは謎と死を象徴する七神正教の7つの神性の一つであり、『異客の書』は聖典である七芒星典の一つである。
サンサは〈黒の城〉に着いてジョンに再会し、ウィンターフェル奪回を促す。ラムジーはオシャを返り討ちにして殺す。サーセイとタイレル家は七神正教から権力と家族を武力で奪回しようと図る。ティリオンは奴隷制度継続を求める親方たちと妥協する。デナーリスはドスラク人のすべての族長を焼き殺し、奇蹟を見せて支持を得る。ピーター・ベイリッシュは〈谷間〉に戻り、兵を率いてボルトン家からサンサを奪回しようと言う。シオンは故郷の鉄諸島に帰り、姉ヤーラの王位要求を支持する。

## あらすじ

### 〈壁〉にて
〈黒の城〉にサンサ (ソフィー・ターナー) 、ブライエニー (グェンドリン・クリスティー)、ポドリック・ペイン (ダニエル・ポートマン)がやって来て、サンサはジョン・スノウ(キット・ハリントン)に再会する。サンサは子供のころに落とし子のジョンを見下していたことを詫び、二人は思い出を語りあう。サンサはボルトン家が攻めて来ると警告し戦うことを促すが、ジョンは戦いに倦んだと言う。
メリサンドル(カリス・ファン・ハウテン)は”約束された王子”としてジョンに仕えるとダヴォス(リアム・カニンガム)に言う。ダヴォスがスタニスやシリーンの最後の様子を尋ねるがメリサンドルは答えず、ブライエニーは自分がスタニスを処刑したと言う。
父ルース・ボルトンを殺してウィンターフェル城主となったラムジーから手紙が届く。リコンを捕えたとあり、侮辱と脅しの言葉を書き連ねてサンサを返せと要求する。サンサはジョンにウィンターフェル奪回を促すが、ボルトン家の5000の兵に対しトアマンド(クリストファー・ヒヴュ)は2000の〈野人〉の兵しか出せないと言う。サンサは北部諸家が味方につくと言ってジョンの背中を押す。

### 谷間にて
ヨーン・ロイス(ルパート・ヴァンシタート)が軟弱に育つロビン・アリン (リノ・ファシオリ)を苦々しく見ているところに、ピーター・ベイリッシュ(エイダン・ギレン)が戻る。ロイスはサンサをウィンターフェルに連れて行ったと責めるが、ベイリッシュは旅の途中にボルトン家が襲って誘拐したと嘘をつき、旅程を知っていたのはロイスだけだと逆襲する。ロビンはベイリッシュを信じてロイスを処刑すると脅し、ベイリッシュはロイスを助命して屈服させる。ベイリッシュは〈谷間〉の兵を率いてボルトン家からサンサを救い出そうとロビンに言う。

### ミーリーンにて
ティリオン(ピーター・ディンクレイジ)はヴォランティス、アスタポア、ユンカイの、奴隷制度の復活を求める他都市の親方たちと会う。ティリオンは不在のデナーリスを代弁し、奴隷制度に7年の猶予期間を与える代わりに〈ハーピーの息子たち〉への援助を打ち切ると言う提案をする。のちにミーリーンの解放奴隷たちはこれに抗議し、グレイ・ワーム(ジェイコブ・アンダーソン)とミッサンデイ(ナタリー・エマニュエル)はなだめるが、親方たちは裏切るだろうとティリオンに警告する。

### ヴァエス・ドスラクにて
デナーリス・ターガリエン(エミリア・クラーク) を救出するため、ジョラー・モーモント (イアン・グレン)とダーリオ・ナハーリス (マイケル・ユイスマン)がヴァエス・ドスラクに忍び込む。ダーリオはジョラーの灰鱗病に気付く。二人に会ったデナーリスは脱出しようとせず、〈寡妃の会〉の神殿にカール・モロ(ジョー・ナウファフー)ら族長たちを集める。ウェスタロス征服への参加を誘うが、族長たちはデナーリスを嘲り、輪姦すると侮辱する。デナーリスは神殿に放火して族長たちを皆殺しにする。衣服は燃えながらも無事に神殿から歩み出るデナーリスを見て、ドスラクの民たちはひざまずく。

### キングズランディングにて
マージェリー・タイレル(ナタリー・ドーマー)はセプタ・ユネラ(ハンナ・ワディンガム)に牢から出され、ハイ・スパロウ(雀聖下)(ジョナサン・プライス)から信仰の道に入った経緯を聞かされる。ロラス(フィン・ジョーンズ)に面会させられ、屈服しそうな兄を鼓舞する。
サーセイ (レナ・ヘディ)はパイセル( ジュリアン・グローヴァー)が トメン(ディーン＝チャールズ・チャップマン)にハイ・スパロウの話をしているところに来る。妻マージェリーを人質に取られたトメンはハイ・スパロウに敵対すべきではないというが、サーセイは自分が〈恥辱の道〉を歩かされた屈辱を訴える。サーセイはジェイミー (ニコライ・コスター＝ワルドー)と共に〈小評議会〉に出席し、孫マージェリーも自分と同じく〈恥辱の道〉を歩かされるとオレナ(ダイアナ・リグ)を脅す。タイレル家の軍を使ってマージェリー奪回を謀り、叔父である〈王の手〉ケヴァン(イアン・ゲルダー)には黙認しろと言う。

### 鉄諸島にて
シオン (アルフィー・アレン)は鉄諸島のパイクに帰り、姉ヤーラ( ジェンマ・ウィーラン)に会う。救出に応じなかったことを詫び、来る選王民会ではヤーラを支持すると言う。

### ウィンターフェルにて
ラムジー(イワン・リオン)のもとにオシャ(ナタリア・テナ)が招き入れられる。オシャはラムジーを誘惑し隙を見て殺そうとする。シオンからオシャがスターク家に忠誠を果たした事を聞いていたラムジーはこれを予期し、返り討ちにする。

## 製作

### 脚本
原作者との話し合いにより、未刊の原作『冬の狂風』に基づいて脚本が書かれた。

## 評判

### 視聴者数
本エピソードは782万人に視聴された。

## 参照
1. ↑  Hibberd, James (2015年6月25日). “Game of Thrones directors revealed for mysterious season 6”. Entertainment Weekly. 2015年6月26日閲覧。
2. ↑  Porter, Rick (2016年5月17日). “Sunday cable ratings: ‘Game of Thrones’ rises, ‘Fear the Walking Dead’ falls”. TV by the Numbers. 2016年5月17日閲覧。